# Papado franco

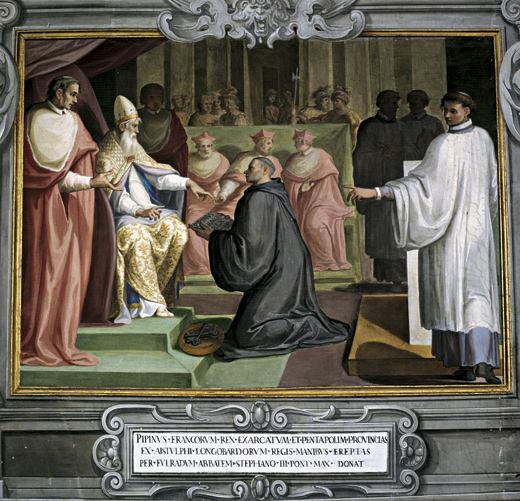
La "Donación de Pipino" (756): Pipino el Breve cede los territorios de Rávena al Papa Esteban II

Del 756 al 857, el papado pasó de la órbita del Imperio bizantino a la de los  reyes de los francos. Pipino el Breve (gobernó entre 751 y 768), Carlomagno (r. 768-814) (cogobernante con su hermano Carlomán I hasta 771), y Luis el Piadoso (r. 814-840) tuvieron una considerable influencia en la selección y administración de los papas. La Donación de Pipino (756) ratificó un nuevo período de gobierno papal en Italia central, que pasó a conocerse como Estados Pontificios.
Este cambio se inició con la conquista por parte de los lombardos del exarcado de Rávena a los bizantinos, se fortaleció con el triunfo franco sobre los lombardos y terminó con la fragmentación del reino franco en Francia Occidental, Francia Media y Francia Oriental. Lotario I continuó gobernando la Francia Media, que incluía gran parte de la península italiana, desde 843 hasta 855.
Este período fue "un momento crítico en la transformación de Roma, que pasó de ser una antigua capital a un poderoso obispado y a una nueva capital de estado". El período se caracterizó por "las batallas entre  francos, lombardos y romanos por el control de la península italiana y de la autoridad suprema dentro de la cristiandad".

## Historia

### Pipino el Breve
Tras la muerte del  papa Zacarías, el último papa culturalmente griego, el Esteban II (752-757) se convirtió en el primer papa que cruzó los Alpes, en 752, cuando solicitó en persona la ayuda de Pipino el Breve al ser elegido, tras la toma de Rávena por parte de los lombardos en el año 751. Los lombardos habían extinguido el exarcado de Rávena y dirigieron su atención al anteriormente bizantino ducado de Roma. Esteban II había pedido ayuda a Constantinopla, pero los romanos orientales tenían sus propios problemas, por lo que viajó hasta el palatium de Quierzy, donde los reacios nobles francos dieron finalmente su consentimiento a una campaña en Lombardía. Por su parte, en ese mismo momento, Pipino ejecutó por escrito la promesa de ceder al papado ciertos territorios que iban a ser arrebatados a los lombardos. No se ha conservado ningún documento real, pero las fuentes posteriores del siglo VIII lo citan. Cumpliendo su parte, en París Esteban lo ungió como  Rey de los Francos en una fastuosa ceremonia en la Basílica de Saint-Denis, otorgándole el título adicional de patricius Romanorum, Patricio de los Romanos. La Donación de Pipino reforzó la reclamación de los papas al núcleo de facto de los Estados Pontificios, y con ello los incentivos para la interferencia secular en la selección papal.
El hermano y sucesor de Esteban II fue el  Pablo I (757-767). Según la Enciclopedia Católica:

Mientras Pablo estaba con su hermano moribundo en Letrán, un grupo de romanos se reunió en la casa del archidiácono Teofilacto para asegurar la sucesión de éste en la sede papal. Sin embargo, inmediatamente después del entierro de Esteban (fallecido el 26 de abril de 757), Pablo fue elegido por una amplia mayoría, y recibió la consagración episcopal el veintinueve de mayo. Pablo continuó la política de su predecesor hacia el rey franco, Pepino, y con ello continuó la supremacía papal sobre Roma y los distritos de Italia central en oposición a los esfuerzos de los lombardos y del Imperio de Oriente.

A la muerte de Pablo I le siguió un sangriento cisma caracterizado por Toto, el dux de Nepi, y el papa Esteban III. (768-772). Toto apoyó la pretensión de su hermano laico, el antipapa Constantino; un pequeño grupo de lombardos también apoyó la pretensión rival de un monje llamado Felipe. Toto invadió Roma. Según la Enciclopedia Católica, gracias al apoyo de los hermanos Carlomagno y Carlomán, reyes de los francos, Esteban pudo recuperar algunos territorios de los lombardos. " Sin embargo, el rey lombardo Desiderio casó a su hija con Carlomagno, y 'de alguna manera' misteriosa efectuó la caída de los principales ministros del papa, Cristóbal y Sergio.
Después de que a Toto le sacaran los ojos y fuera encarcelado, Esteban III decretó que todo el clero romano tenía derecho a elegir al papa, pero restringió la elegibilidad para la elección a los cardenales-sacerdotes y cardenales-diáconos (el primer uso del término "cardenales" fue para referirse a los sacerdotes de las iglesias titulares o a los siete diáconos); los cardenales-obispos, partidarios de Toto, fueron excluidos. El laicado romano recuperó rápidamente su papel tras el decreto de Esteban III, y mantuvo su participación hasta 1059. Las elecciones papales de la década siguiente fueron una serie de batallas entre grupos seculares y eclesiásticos, enredadas oblicuamente en la política italiana y franca más amplia.

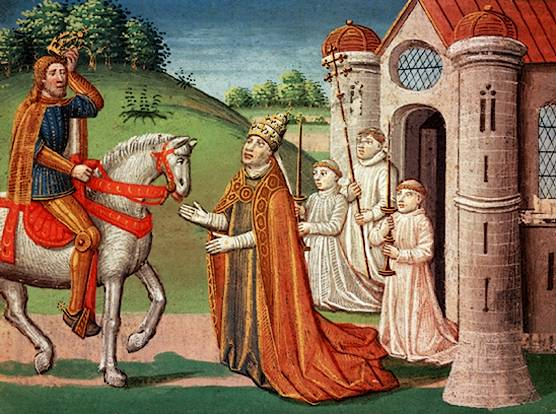
Carlomagno (izquierda) conquistó la capital lombarda de Pavía durante el reinado del Papa Adriano I (derecha)

### Carlomagno
El  Papa Adriano I (772-795) y Papa León III (795-816) fueron elegidos bajo las reglas de Esteban III, pero éste se vio obligado a abandonar Roma y buscó la ayuda de Carlomagno. Bajo el gobierno de Adriano I, Carlomagno conquistó Pavía, acabando con el reino lombardo "y el papado se liberó para siempre de su persistente y hereditario enemigo. " Adriano I desempeñó un papel fundamental en el caída de Pavía, y los estudiosos han asumido durante mucho tiempo que apoyó sistemáticamente los esfuerzos francos para destruir el poder lombardo; sin embargo, la situación real podría ser más complicada. Carlomagno confirmó la elección de León III, enviando a Angilberto, Abad de San Regnier, a Roma para que llevara al nuevo Papa admoniciones sobre el correcto desempeño de su cargo. León III fue consagrado al día siguiente de su elección, una medida inusual que quizá pretendía adelantarse a cualquier interferencia franca.

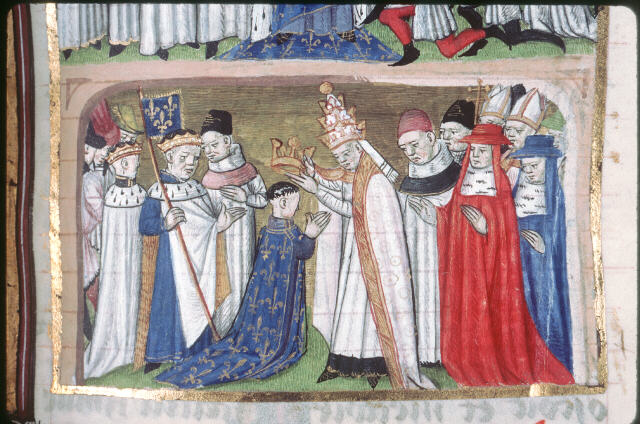
Coronación de Luis el Piadoso

### Luis el Piadoso
El  Papa Esteban IV (816-817) exigió a los romanos que juraran al hijo de Carlomagno,  Luis el Piadoso, como su suzeranía, y le envió la notificación de su elección antes de viajar a Francia para coronar a Luis. El  papa Pascual I (817-824) envió "varios embajadores en rápida sucesión" a Luis antes de recibir de él el  Pactum Ludovicianum, confirmando la Donación de Pepín.

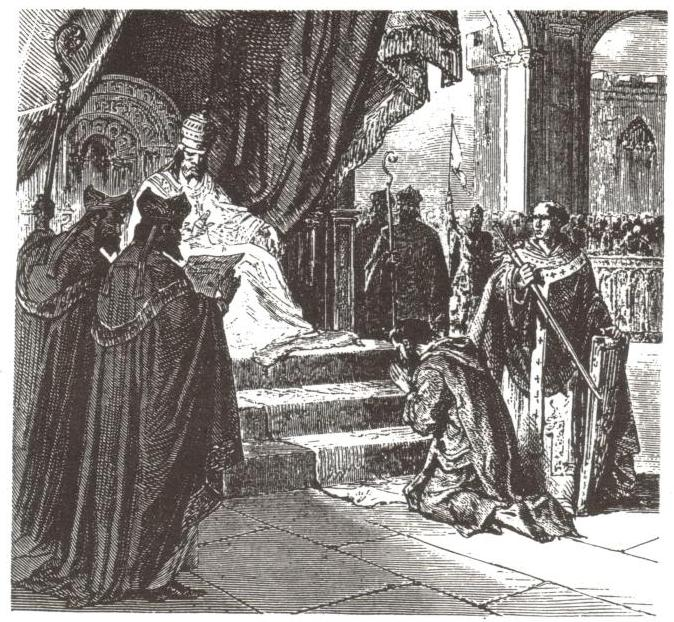
Luis el Piadoso representado arrodillado ante el Papa Pascual I en 822.

Después de dos elecciones unánimes, Luis el Piadoso intervino en una elección amargamente disputada a favor del  papa Eugenio II. (824-827). Según la Enciclopedia Católica, "la elección de Eugenio II fue un triunfo para los francos" y Luis "en consecuencia envió a su hijo Lothair a Roma para reforzar la influencia franca. " El papa y el emperador firmaron un concordato o constitución en 824. A los súbditos papales se les hizo jurar fidelidad a Luis y a Lothair y no debían "permitir que el papa electo fuera consagrado sino en presencia de los enviados del emperador. " Este era aproximadamente el statu quo hacia el año 769, reincorporando a los nobles romanos laicos (que siguieron dominando el proceso durante 200 años) y exigiendo al papa que jurara lealtad al gobernante franco.
La consagración del  papa Gregorio IV (827-844) se retrasó seis meses para conseguir el asentimiento de Luis. Gregorio IV era el candidato de la "nobleza secular de Roma que entonces se estaba asegurando una influencia preponderante en las elecciones papales" y, por tanto, "los representantes en Roma del emperador Luis el Piadoso" exigieron este retraso. Debido a este retraso, Gregorio IV no pudo empezar a gobernar la iglesia hasta marzo de 828.
El clero y los nobles eligieron diferentes candidatos en 844. Debido a que el  papa Sergio II (844-847) fue, tras una disputada elección, consagrado sin ninguna referencia al Emperador Lotario, éste se indignó y envió a su  hijo Luis con un ejército para examinar la validez de la elección. Sólo cuando "Sergio consiguió apaciguar a Luis, al que coronó rey", Lotario I se puso del lado de Sergio II, el candidato noble.

## Consecuencias

Mapa de la Francia media alrededor del año 840, que también muestra la Donación de Pipino

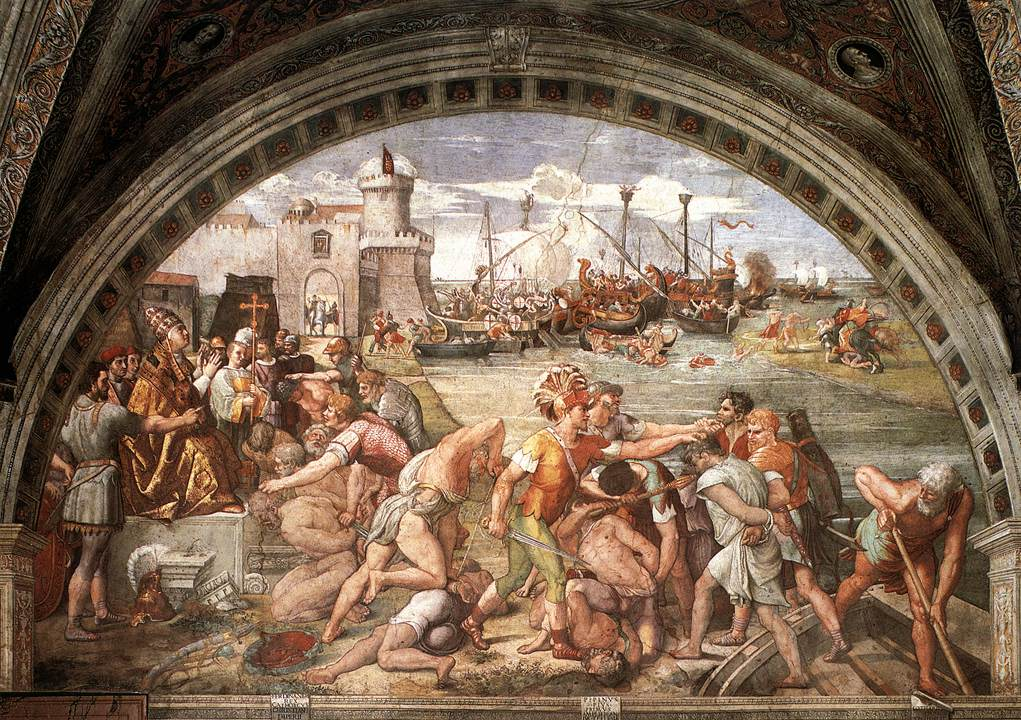
La batalla de Ostia de Rafael

Tres años después el papa  León IV (847-855) fue consagrado, de nuevo sin la aprobación imperial, lo cual habría sido difícil en cualquier caso ya que el Imperio carolingio estaba en proceso de ruptura. Lotario II de Lotaringia efectivamente no logró imponer su propio candidato, el papa Benedicto III (855-858), en el año 855 hasta que el candidato elegido por Roma rechazó el cargo, el primer rechazo histórico del que se tiene constancia. Según la Enciclopedia Católica

A la muerte de León IV (17 de julio de 855) Benedicto fue elegido para sucederle, y se enviaron enviados para conseguir la ratificación del decreto de elección por parte de los emperadores Lothaire y Luis II. Pero los legados traicionaron su confianza y se dejaron influenciar a favor del ambicioso y excomulgado cardenal Anastasius. Los missi imperiales, ganados a su vez por ellos, se esforzaron por imponer a Anastasio a la Iglesia romana.

Lotario II estuvo presente en la elección del  papa Nicolás I (858-867), quien prohibió que cualquier persona ajena a la comunidad romana se inmiscuyera en las elecciones papales, y como resultado  papa Adriano II (867-872) fue consagrado sin siquiera informar a los francos. La elección de Nicolás I por parte de Lotario II fue contraria a los deseos del clero, pero «fue confirmada sin mucho ruido» y Nicolás I fue coronado en presencia del emperador.
Según la Enciclopedia Católica, Adriano II se esforzó por mantener la paz entre los codiciosos e incompetentes descendientes de Carlomagno  papa Marino II (882-884) fue consagrado "sin esperar el consentimiento del incompetente emperador,  Carlos el Gordo" El papa  Esteban V (885-891) fue consagrado de forma similar, y Carlos el Gordo pudo haber intervenido si Esteban V no hubiera sido elegido por unanimidad.
Las monedas del  papa Romano (879) siguieron llevando el nombre del emperador Lamberto, así como su propio monograma. Un sínodo en Roma decidió que el papa Juan IX (898-900) no debía ser consagrado sino en presencia de "enviados imperiales"."

## Legado

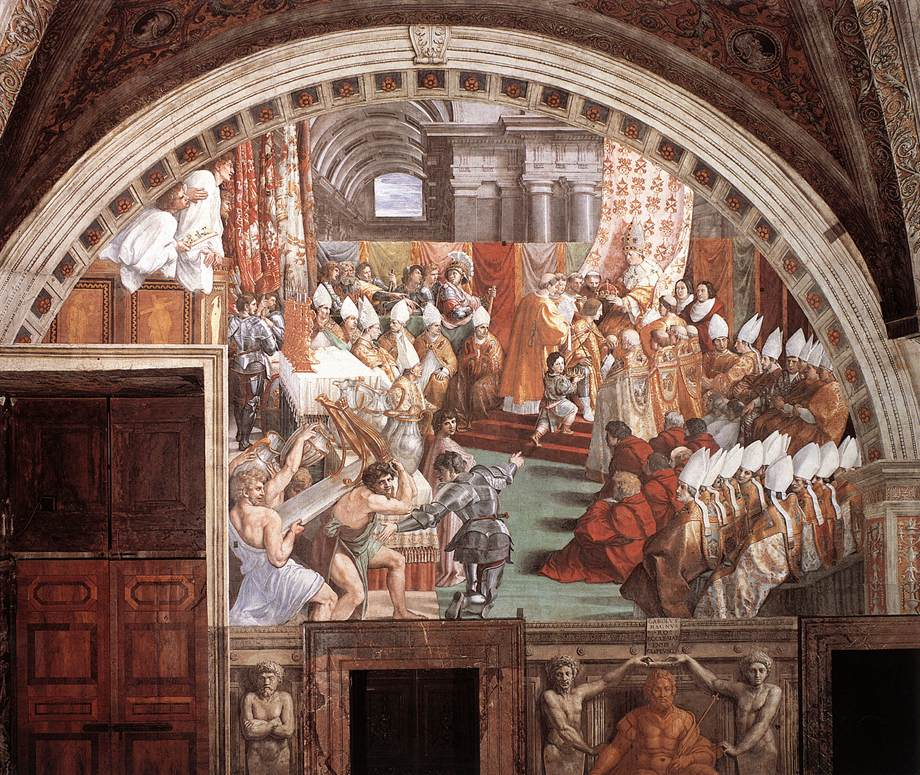
Coronación de Carlomagno,de Rafael, que representa Papa Leo III

Fue durante la época de Carlomagno cuando se hizo habitual que el papa aprobara la creación de una nueva archidiócesis y determinara su extensión geográfica. Estos cambios "hicieron que el arzobispo se pareciera más a un adjunto del papa con una parte delegada del primado universal. " Por supuesto, los gobernantes poderosos siguieron estableciendo sus propias archidiócesis -por ejemplo, Otón I del Sacro Imperio Romano Germánico, creó la de Magdeburgo en 963, y Enrique II del Sacro Imperio Romano Germánico, creó la de Bamberg en 1020- e influyendo fuertemente en las decisiones tomadas nominalmente por el papa. El papa Gregorio IV (822-844) no tuvo éxito en el año 830 cuando intentó ponerse del lado de Lotario I y sus obispos en contra de Ludovico Pío. Disputas como estas llevaron a las Decretales pseudoisidorianas, una falsificación del tipo de la Donación de Constantino.
Las coronaciones de Pipino, Carlomagno y Luis por parte de los papas sembraron la idea entre generaciones de gobernantes europeos de que el papa podía conferir legitimidad al título de "emperador"."

## Bibliogreafía
- Baumgartner, Frederic J. 2003. Behind Locked Doors: A History of the Papal Elections. Palgrave Macmillan. ISBN 0-312-29463-8.
- Goodson, Caroline J. 2010.  The Rome of Pope Paschal I: Papal Power, Urban Renovation, Church Rebuilding and Relic Translation, 817-824.  Cambridge University Press.
- Luscombe, David and Riley-Smith, Jonathan. 2004. New Cambridge Medieval History: C.1024-c.1198, Volume 4.

- Datos: Q10344301